# Cheval en Turquie
L'histoire du cheval en Turquie est liée à l'expansion du cheval arabe, et à la présence du cheval Turkoman, dont Byerley Turk était probablement un représentant. Les premiers haras nationaux de l'Empire ottoman sont créés dans les années 1880, le premier haras de la république de Turquie ouvre en 1924 à Karacabey.
Les Turcs élèvent de nombreuses races de chevaux, mais leur nombre et leur caractérisation ne sont pas tranchés. Seuls le cheval arabe et le Pur-sang turc disposent d'un registre d'élevage et d'une reconnaissance nationale.

## Histoire

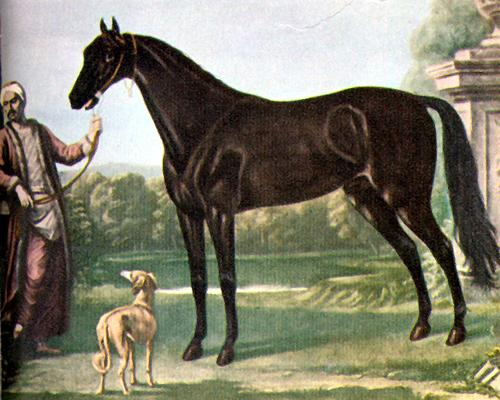
Byerley Turk, l'un des plus célèbres chevaux originaires de l'actuelle Turquie

La présence du cheval sur le territoire de l'actuelle Turquie est indéniablement ancienne, comme l'attestent des ossements datés de la période Néolithique. L'animal avait une fonction spirituelle et religieuse jusqu'à l'arrivée de l'Islam, aux Xe et XIe siècles. Au Moyen Âge, le cheptel local est délibérément croisé avec le cheval arabe et le cheval persan.
Les relations diplomatiques et commerciales entre l'Empire ottoman et l'Angleterre jouent un rôle important dans la formation de la race du Pur-sang, puisque cette race provient de différents chevaux exportés aux XVIIe et XVIIIe siècles, dont Byerley Turk. Des ouvrages spécifiques, les baytarnâme, sont élaborés et traitent de l'élevage et des soins. Jusqu'au XIXe siècle, l'élevage équin turc décline en nombre et en qualité. Entre 1829 et 1906, des importations de chevaux arabes, Pur-sang, Anglo-normands et Nonius visent à améliorer le cheptel pour la pratique des courses, de la guerre et de l'équitation.
Les trois premiers haras nationaux sont établis dans les années 1880 et 1890 à Çifteler, Sultansuyu et Çukurova pour la production de chevaux de cavalerie militaire. Tous trois ferment en 1908, mais de 1909 à 1913, une douzaine de nouveaux haras ouvrent afin de fournir l'armée. La fondation du premier haras d'état de la jeune république de Turquie, celui de Karacabey, remonte à 1924. Il s'y élève surtout des chevaux arabes turcs, par croisement avec des étalons de race Nonius importés de Hongrie.
Le premier stud-book créé est celui du cheval arabe, en 1926. Il est suivi en 1952 par celui du Pur-sang turc. En 1961, la Turquie importe des étalons Haflinger d'Autriche pour le travail agricole. La motorisation entraîne l'abandon progressif de cet élevage, au profit de celui du cheval de sport et de course.

## Élevage

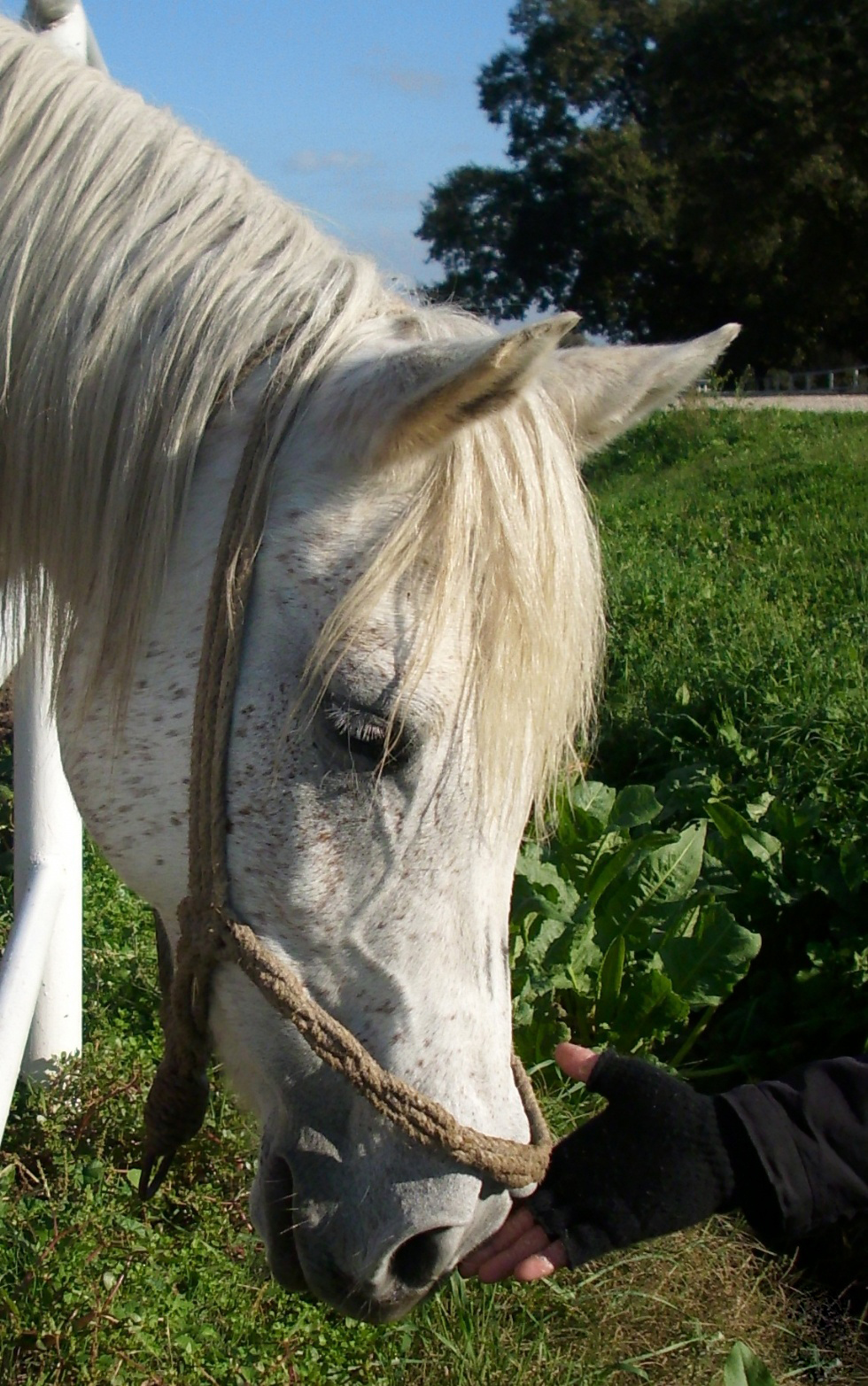
Cheval arabe turc.

L'élevage turc participe largement à la diversité génétique en matière de races de chevaux à l'échelle mondiale, mais les spécialistes ne s'accordent pas quant au nombre exact de races de chevaux présentes dans ce pays.
La base de données DAD-IS répertorie 16 races de chevaux élevées actuellement ou par le passé en Turquie, dont certaines sont d'origine étrangère : l'Anatolien, le cheval arabe turc, le cheval arabe, le Canik, le Çukurova, le Pur-sang turc, le Gemlik, le Haflinger, le Hinis, l'Arabe-Karacabey, le Karacabey-Nonius, le cheval kurde, le Malakan, le poney Midilli, le poney Rumelian (éteint) et l'Uzunyayla.
En 1993, on compte entre 50 000 et 53 000 chevaux de Pur-sang arabe en Turquie.

## Pratiques

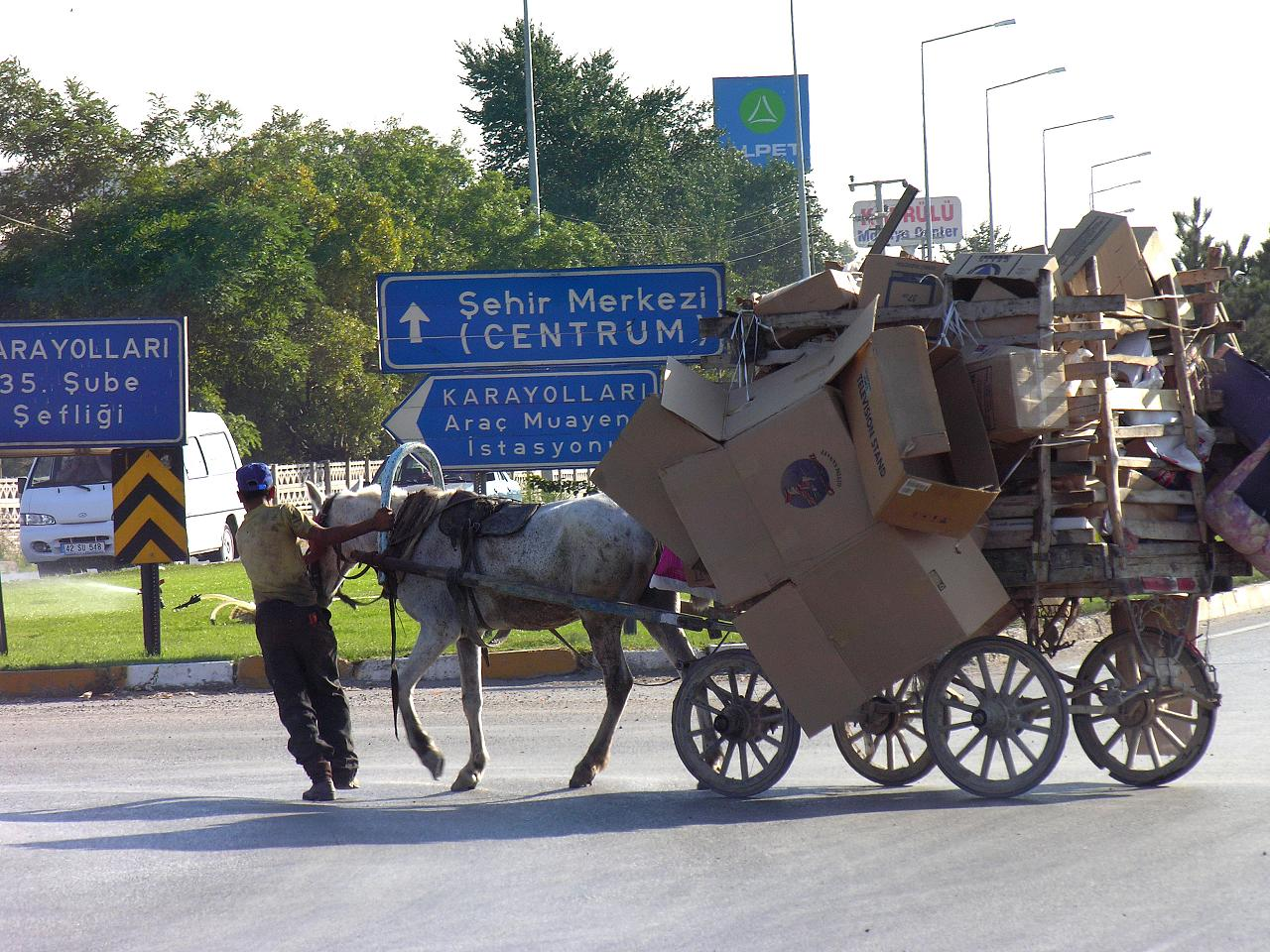
Traction hippomobile dans les rues d'une ville turque.

Le sport hippique fait partie des secteurs économiques importants en Turquie, sous la houlette du Turkish jockey club.
Le cirit, sport national turc, se pratique avec une monture spécifiquement sélectionnée. La traction hippomobile tend à disparaître de l'usage quotidien, sauf dans les campagnes reculées. 